# 2010
Cette page concerne l'année 2010 (MMX en chiffres romains) du calendrier grégorien.   Pour les autres significations, voir 2010 (homonymie).
 (janvier 2025).
2010 est une année commune qui commence un vendredi. C'est la 2010e année de notre ère, la 10e du IIIe millénaire et du XXIe siècle et la première de la décennie 2010-2019.

## Autres calendriers
L'année 2010 du calendrier grégorien correspond aux dates suivantes :
- Calendrier berbère : 2959 / 2960
- Calendrier chinois : 4707 / 4708 (le Nouvel An chinois 4708 de l'année du tigre de métal a lieu le 14 février 2010[1])
- Calendrier hébraïque : 5770 / 5771 (le 1er tishri 5771 a eu lieu le 9 septembre 2010[2])
- Calendrier hindou : 5111 / 5112 (le jour de l'an 5112 a lieu vers le mois d'avril 2010)[réf. souhaitée]
- Calendrier indien : 1931 / 1932 (le 1er chaitra 1932 a eu lieu le 22 mars 2010[2])
- Calendrier japonais : 22 de l'Ère Heisei (le calendrier japonais utilise les jours grégoriens)
- Calendrier musulman : 1431 / 1432 (le 1er mouharram 1432 a eu lieu le 8 décembre 2010[2])
- Calendrier persan : 1388 / 1389 (le 1er farvardin 1389 a eu lieu le 21 mars 2010[2])
- Calendrier républicain : 217 / 218 (le 1er vendémiaire 218 a lieu le 23 septembre 2010[2])
  - Jours juliens : 2 455 197,5 à 2 455 562,5[3],[2]

## Climat
C'est une année marquée par les catastrophes naturelles, qui ont fait près de 300 000 morts dans le monde (tremblement de terre d'Haïti, vague de chaleur et feux de forêts en Russie…). L'année a été déclarée Année internationale du rapprochement des cultures (décision de l'Assemblée générale des Nations unies en date du 17 décembre 2007). Elle est déclarée également année internationale de la biodiversité. La production de CO2 mondiale pour la seule année 2010 a augmenté de 6 %. C'est l'année la plus chaude jamais enregistrée depuis que les relevés de température standardisés existent (1880). Ce record est battu en 2014.

## Célébrations
- Istanbul est la capitale culturelle de l'Europe pour l'année 2010.
- 2010 est déclarée année mondiale de la biodiversité[7] par l’Organisation des Nations unies.
- 2010 est l'année Chopin célébrant le bicentenaire de sa naissance.
- 2010 est la date-butoir avant laquelle l'Europe s'est engagée à stopper l'érosion de la biodiversité.
- 2010 est déclarée année européenne de lutte contre la pauvreté[8].
- 2010 est déclarée année France-Russie[9].
- 2010 est l'année de la coupe du monde de football en Afrique du Sud du 11 juin au 11 juillet.

## Chronologie mensuelle

### Janvier
- 1er janvier :
  - Union européenne : l'Espagne prend la présidence tournante de l'Union européenne et succède à la Suède.
  - Union européenne : le premier Président permanent du Conseil européen, Herman Van Rompuy, prend ses fonctions.
- 4 janvier (Dubai) : inauguration du gratte-ciel Burj Khalifa, qui établit un nouveau record de hauteur.
- 7 janvier (Argentine) : la présidente Cristina Kirchner limoge par un décret d'urgence le président de la Banque centrale, Martín Redrado, ce qui provoque une crise institutionnelle.
- 8 janvier (Cabinda) : mitraillage du bus de l'équipe du Togo de football se rendant à la Coupe d'Afrique des nations 2010. L'adjoint du sélectionneur et l'attaché de presse sont tués, et neuf personnes, dont deux joueurs, sont blessées. L'attaque est revendiquée par un mouvement armé se battant pour l'indépendance de l'enclave.
- 10 janvier (France) : référendum sur l'autonomie de la Guyane et de la Martinique. Victoire du "non". Ces référendums avaient été décidés lors de la grève générale des Antilles de 2009.
- 10 au 31 janvier  (Afrique) : coupe d'Afrique des nations de football 2010
- 12 janvier (Haïti) : un tremblement de terre de magnitude 7,1 frappe l'île, suivi d'une seconde secousse le 20 janvier provoquant la mort de 220 000 personnes (estimations).

- 15 janvier

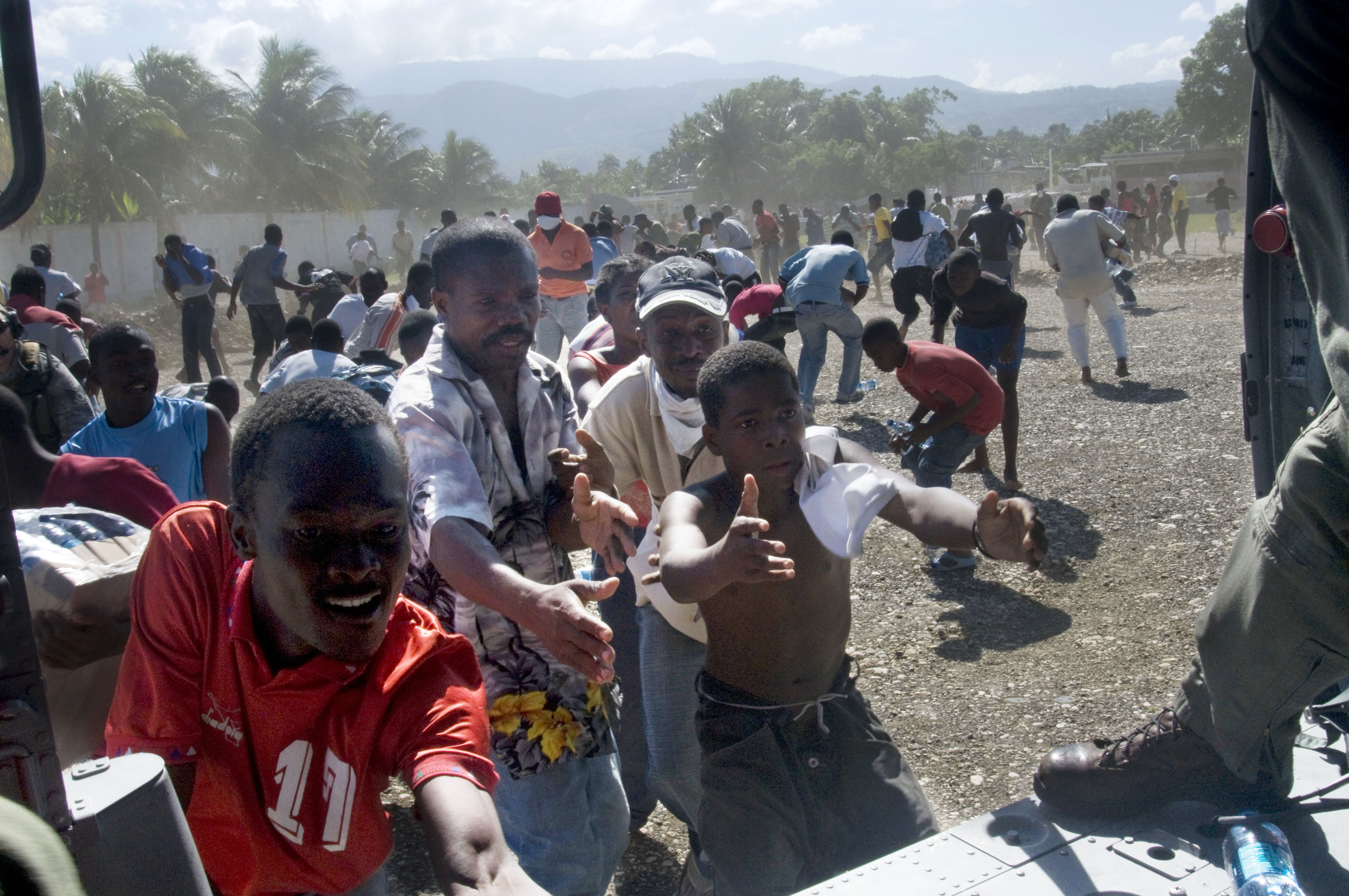
Distribution d’eau aux rescapés depuis un hélicoptère de l’US Navy à la suite du séisme en Haïti, le 16 janvier 2010.

  - Turquie : ouverture officielle des festivités à Istanbul, capitale culturelle de l'Europe.
  - Plus longue éclipse annulaire du millénaire. La prochaine éclipse aussi longue est prévue pour le… 23 décembre 3043.
- 17 janvier (Chili) : le candidat de la Coalition pour le changement, Sebastián Piñera, remporte le second tour de l'élection présidentielle contre Eduardo Frei (Concertation, gauche).
- 19 janvier (États-Unis) : le Parti démocrate perd la majorité qualifiée de 60 sièges au Sénat, avec l'élection du républicain Scott Brown dans le Massachusetts, qui succède au défunt Ted Kennedy, l'un des principaux soutiens de la réforme du système de sécurité sociale.
- 25 janvier (Venezuela) : démission du vice-président Ramon Carrizalez.
- 27 janvier :
  - États-Unis : discours sur l'état de l'Union du président Barack Obama, qui annonce une volonté de réformer la finance à la suite de la crise financière de 2008.
  - Belgique : une violente explosion de gaz détruit un immeuble situé au numéro 18 de la rue Léopold à Liège, provoquant la mort de 14 personnes, une vingtaine de blessés et d'importants dégâts matériels.
  - États-Unis - Suisse : la Suisse annonce qu'elle suspend l'accord de coopération d'août 2009 visant à lever le secret bancaire de citoyens américains accusés d'évasion fiscale.
  - Davos : le président français Nicolas Sarkozy ouvre le Forum économique mondial, affirmant également une volonté de réformer la finance.
  - Allemagne : atteint d'un cancer, Oskar Lafontaine démissionne de la direction de Die Linke (gauche) et du Bundestag.
  - États-Unis : Apple annonce sa tablette numérique nommée iPad, qui est un mélange entre le Macintosh et l'iPhone.
  - Honduras : Pepe Lobo est investi président du Honduras. L'élection de novembre 2009 n'est pas reconnue par l'Union européenne et par le Mercosur
  - Sri Lanka: élection du président sortant Mahinda Rajapakse, qui bat l'ex-chef des armées Sarath Fonseka.
- 28 janvier :
  - France : Dominique de Villepin est acquitté en première instance dans l'affaire Clearstream.
  - Afghanistan : Conférence à Londres sur l'avenir du pays en guerre depuis 2001, en présence du président Hamid Karzai et de près de 70 pays.
  - Italie : le gouvernement Berlusconi annonce, à Reggio de Calabre, un « plan de lutte extraordinaire » contre la mafia, qui comprend notamment la codification des lois anti-mafia et l'établissement d'une « liste noire » d'entreprises liées au crime organisé.
- 31 janvier : Royal Rumble 2010

### Février
- 7 février (Ukraine) : 2e tour de l'élection présidentielle, opposant Ianoukovytch à Tymochenko.
- 11 février (Caraïbes) : la soufrière de Montserrat explose, 20 % du dôme est détruit.
- 12 février (Côte d'Ivoire) : dissolution de la Commission électorale indépendante et du gouvernement Soro I par Laurent Gbagbo.
- Du 12 au 28 février (Jeux olympiques d'hiver de 2010 de Vancouver).
- 14 février (Espagne) : la 33e Coupe de l'America est remportée par BMW Oracle Racing contre Alinghi par 2 manches à 0. L'aiguière d'argent retourne donc aux États-Unis qu'elle a quittés depuis 1995.
- 15 février (Belgique) : deux trains de voyageurs entrent en collision à Hal, dans la banlieue bruxelloise. L'accident cause la mort de 18 personnes.
- 18 février (Niger) : coup d'État de Salou Djibo renversant le président Mamadou Tandja.
- 27 février :
  - Chili : un séisme d'une magnitude de 8,8 sur l'échelle de Richter frappe durement le pays. Les régions de Concepcion et de la capitale Santiago — où la secousse a été ressentie près d'une minute et demi — sont particulièrement touchées. L'onde de choc provoque un tsunami qui traverse l'océan Pacifique jusqu'au Kamtchatka.
  - La tempête Xynthia s'abat sur plusieurs pays d'Europe occidentale dans la nuit de samedi à dimanche (Portugal, Espagne, France, Belgique et Suède notamment). Avec 53 morts, la France apparaît comme le pays le plus touché. Dans une allocution, le premier ministre François Fillon parle de « catastrophe nationale ».

### Mars
- 1er mars (Uruguay) : investiture à la présidence de José Mujica (Front large, gauche).
- 4 mars (Côte d'Ivoire) : formation complète du Gouvernement Soro II.
- 13 mars (France) : décès de Jean Ferrat.
- 14 mars (France) : premier tour des élections régionales.
- 21 mars (France) : second tour des élections régionales.
- 23 mars (Pakistan) : l'armée pakistanaise lance son offensive dans les agences d'Orakzai et de Kurram, région frontalière à l'Afghanistan, contre des mouvements islamistes armés qui contrôlent la zone depuis deux ans.

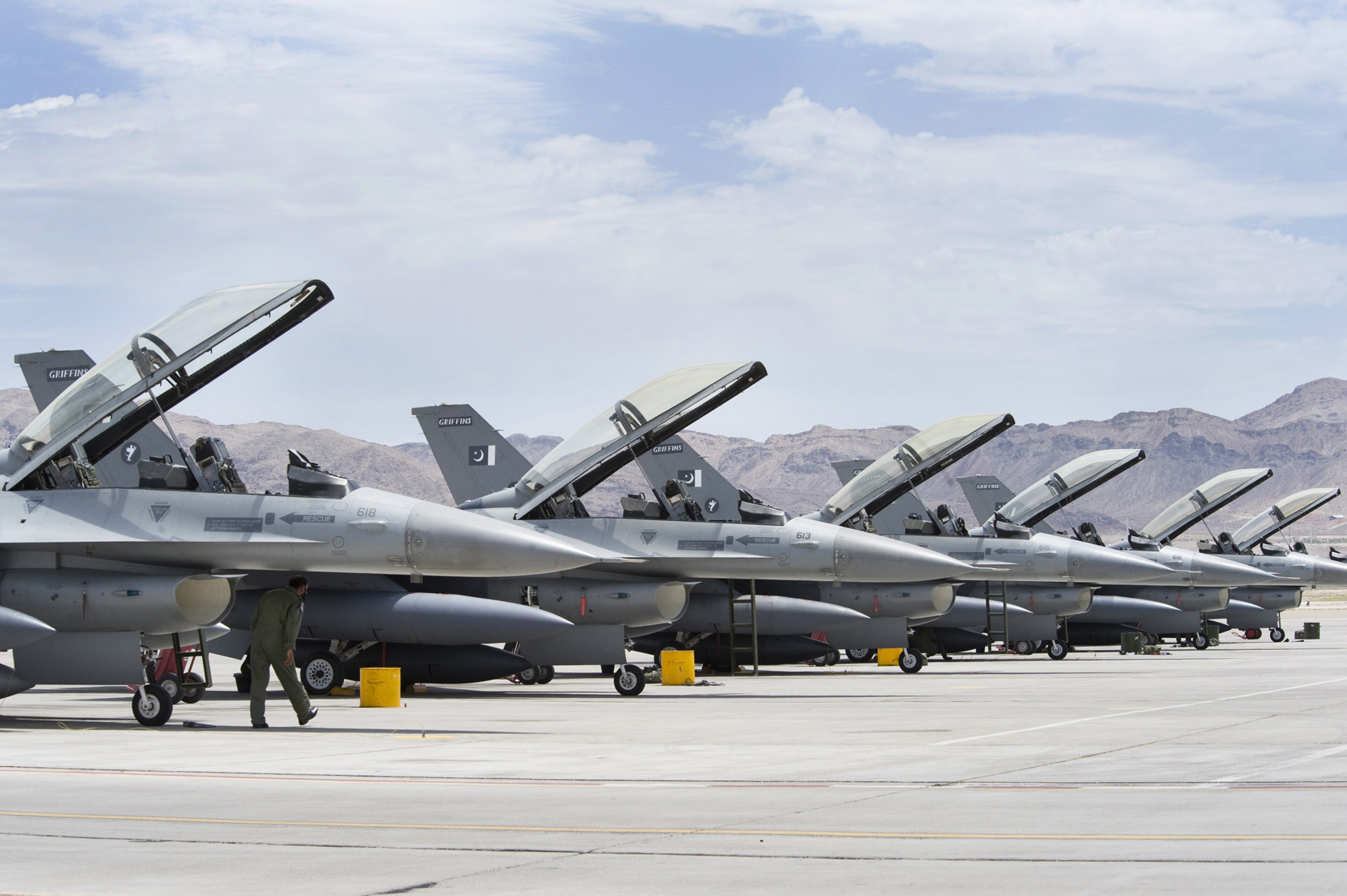
Six F-16 de l'armée de l'air pakistanaise.

- 28 mars : WrestleMania XXVI

### Avril
- 1er avril : l'Inde promulgue une loi visant à rendre l'école obligatoire et gratuite pour tous.
- 3 avril : à Dakar, la plus grande statue au monde, le Monument de la Renaissance africaine, est inaugurée pour le cinquantenaire de l'indépendance sénégalaise.
- 4 avril (Bolivie) : élections régionales: le MAS au pouvoir, le parti d'Evo Morales (gauche), remporte 6 des 9 régions (il n'en détenait que 3 auparavant).
- 5 avril : inondation au Brésil à Rio de Janeiro provoquant 256 morts et 23,76 millions R$ de dégâts.
- 6 avril : un séisme d'une magnitude de 7.8 sur l'échelle de Richter frappe Sumatra (22:15 heure locale). Son épicentre est situé près de Îles Banyak.
- 7 avril : au Kirghizistan, à la suite de l'emprisonnement de membres de l'opposition, une révolte populaire a lieu dans les rues de Bichkek. L'opposition prend d'assaut les bâtiments gouvernementaux et à l'issue de violents combats, met en place un gouvernement de transition. Le président Bakiev, accusé de dérive autoritaire, se réfugie dans le sud du pays mais refuse de démissionner.
- 10 avril : catastrophe aérienne dans laquelle trouve la mort le président de la république polonaise Lech Kaczyński, son épouse et plusieurs membres du gouvernement. Des personnalités éminentes comme Ryszard Kaczorowski (ancien président de la République de Pologne en exil) et Anna Walentynowicz périssent également dans l'accident. Un deuil national d'une semaine est proclamé en Pologne, où des milliers de personnes passent une partie de la journée et de la nuit devant le palais présidentiel.
- 11 avril : Paris-Roubaix Victoire du Suisse Fabian Cancellara.
- 12 avril : Washington DC Sommet mondial sur la sécurité nucléaire.
- 14 avril : un puissant séisme a lieu en Chine, dans la province isolée du Qinghai. Le bilan initial faisait état d'environ 1 100 morts et de milliers de blessés[10]. Le bilan s'est alourdi le 19 avril avec plus de 1 900 morts, plus de 200 disparus, environ 12 000 blessés et 100 000 sans abri[11].
- 15 avril :
  - Fermeture de tous les aéroports du nord de l'Europe à la suite de l'éruption de l'Eyjafjöll, en Islande.
  - Fermeture par Microsoft du Xbox Live 1.0.
- 17 avril : un attentat-suicide à Kohat (Pakistan) fait 58 morts et 86 blessés.
- 20 avril : explosion de la plateforme Deepwater Horizon à 1 500 m de profondeur. Tuant 11 personnes, générant un incendie, puis une marée noire de grande envergure. Le désastre écologique est sans précédent aux États-Unis : on estime le volume de pétrole répandu à 4,9 millions de barils, soit 780 millions de litres. Le 19 septembre, après de nombreuses tentatives, la fuite est finalement déclarée colmatée par le gouvernement fédéral américain de Barak Obama.

- 22 avril :
  - Du 22 avril 2010 au 25 avril 2010 s'abattent de multiples tornades dans les États du Midwest et du Sud des États-Unis de niveau EF4.
  - Belgique : le Premier ministre Yves Leterme propose la démission de son gouvernement au Roi des Belges, Albert II.
- 23 avril : une série d'attentats frappe la ville de Bagdad en Irak. Revendiqués par la branche irakienne d'Al-Qaida, ils causent la mort de 85 personnes et blessent près de 145 autres.
- 24 avril : le télescope Hubble fête ses 20 ans.
- 25 avril : élection présidentielle en Autriche.

### Mai
- 1er mai :
  - fête du Travail ;
  - Chine : ouverture de l'exposition universelle de Shanghaï ;
  - Attentat échoué à New York.
- 6 mai :
  - élections législatives au Royaume-Uni. Victoire des conservateurs menés par David Cameron mais sans majorité à la Chambre des communes.
  - Krach boursier à Wall Street, à la suite d'une vente excessive d'actions par le Trading haute fréquence.
- 10 mai : en Irak plusieurs attentats font 119 morts.

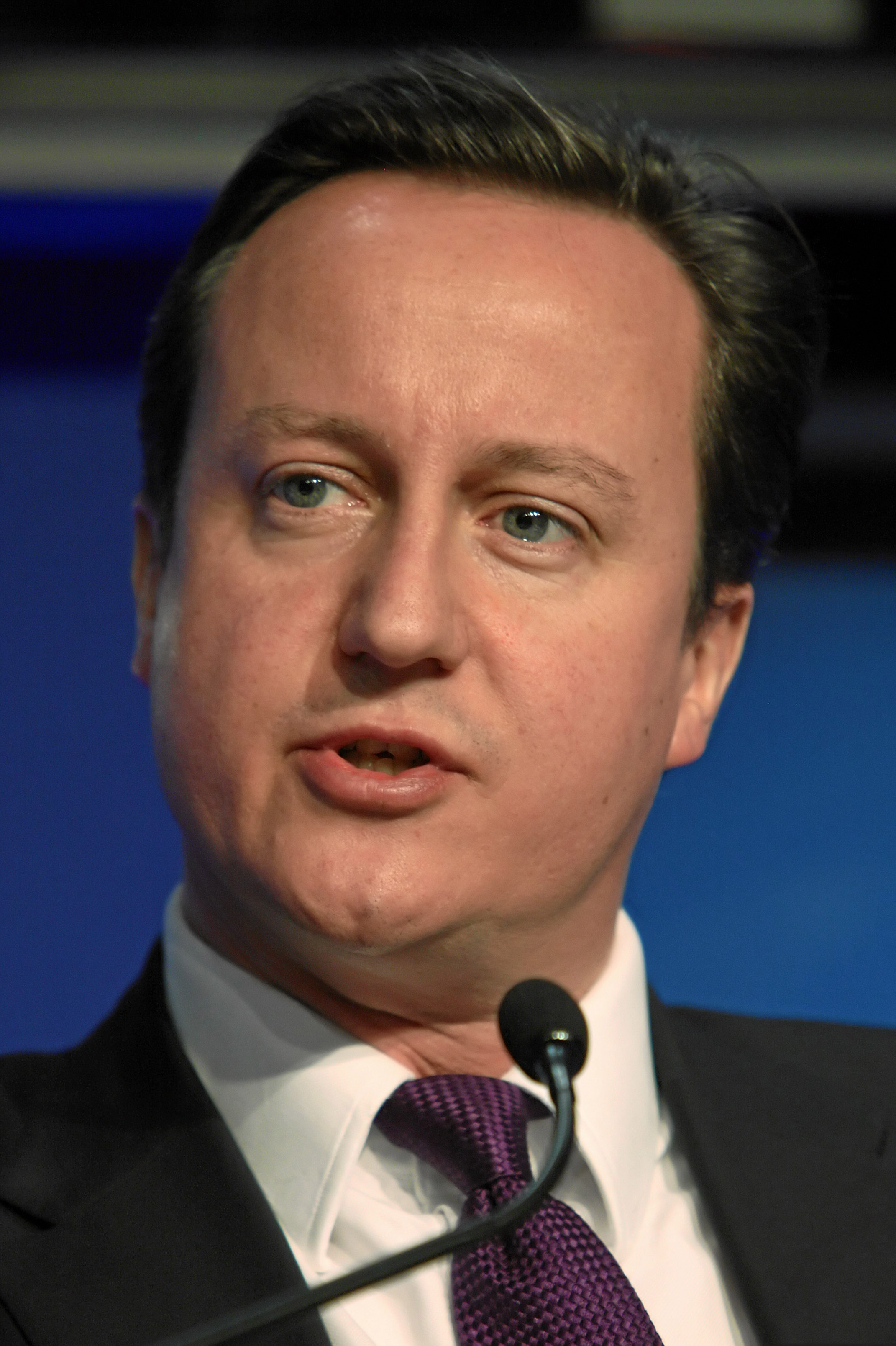
11 mai : David Cameron a été nommé Premier ministre du Royaume-Uni par Élisabeth II cinq jours après les élections de 2010.

- 11 mai : David Cameron est nommé Premier ministre du Royaume-Uni, il succède à Gordon Brown.
- 12 mai : à Tripoli en Libye, le crash du vol 771 Afriqiyah Airways fait 103 morts et 1 survivant.
- 12 mai au 23 mai : 63e Festival de Cannes.
- 13 mai : 500 000 catholiques réunis à Fátima pour la messe du pape Benoît XVI.
- 16 mai : Clotilde Reiss est de retour en France au lendemain de sa libération par les autorités iraniennes[12].
- 28 mai :
  - la France est choisie par l'UEFA pour accueillir l'Euro 2016 ;
  - attaques de Lahore du 28 mai 2010 contre 2 mosquées ahmadies causant une centaine de morts ;
  - Déraillement d'un train en Inde faisant environ 150 morts, la rébellion naxalite est mise en cause.
- 29 mai :
  - (rugby à XV) : l'ASM Clermont Auvergne remporte pour la première fois de son histoire le Championnat de France de rugby en s'imposant 19-6 en finale face à l'USA Perpignan ;
  - Europe : Lena Meyer-Landrut remporte le Concours Eurovision de la chanson 2010 en représentant l'Allemagne avec la chanson Satellite.
- 30 mai : élection présidentielle en Colombie.
- 8 mai au 30 mai : tour d'Italie cycliste.
- 31 mai : abordage israélien d'une flottille humanitaire en chemin vers Gaza.

### Juin
- juin : la capsule de rentrée de la sonde spatiale japonaise Hayabusa atterrit en Australie après un périple de sept ans.
- 11 juin : coupe du monde de football de 2010 en Afrique du Sud du 11 juin au 11 juillet.
- 15 juin : de violentes précipitations s'abattent sur une partie du département du Var, causant la mort de 25 personnes et une dizaine de disparus. La crue de plusieurs cours d'eau (Nartuby, Argens) provoque d'importantes inondations dans les communes de Draguignan, du Luc, d'Hyères, du Muy, de Fréjus, et de Roquebrune-sur-Argens, où de nombreux dégâts matériels sont relevés.
- 17 juin (France) : début des épreuves nationales du Baccalauréat session 2010.
- 22 juin - 24 juin : Wimbledon. Le match Isner-Mahut passionne le monde entier en pulvérisant des records de durée. John Isner (États-Unis) en sort vainqueur après trois jours de combats.
- 25 juin : 36e sommet du G8 à Huntsville (Ontario), Canada.
- 27 juin : 4° sommet du G20 à Toronto, Canada

### Juillet
- 1er juillet : la Belgique prend la présidence tournante de l'Union européenne et succède à l'Espagne.
- 2 juillet : catastrophe de Sange au Congo-Kinshasa.
- 3 juillet : inauguration à Berga de la première rue du Logiciel-Libre au monde.
- 3 au 25 juillet : 97e édition du tour de France cycliste remportée par Alberto Contador (ESP).
- 10 juillet : la sonde spatiale européenne Rosetta survole l'astéroïde (21) Lutèce.
- 11 juillet :
  - Éclipse totale de Soleil visible depuis l'Amérique du Sud.
  - L'Espagne remporte la 19e Coupe du monde de football en Afrique du Sud.
- 25 juillet : WikiLeaks dévoile plus de 90 000 rapports internes du gouvernement américain sur son implication dans la guerre en Afghanistan entre 2004 et 2010.

### Août
- La Russie connaît la pire canicule de son histoire avec des températures records dépassant très majoritairement les 30 °C (record de 38,2 °C à Moscou le 29 juillet[13] et de 37,1 °C le 7 août à Saint-Pétersbourg). De nombreux incendies se forment et dévastent les forêts autour de Moscou dont la population va s'évacuer considérablement à cause des fumées denses. La sécheresse provoque la perte de 10 % des cultures agricoles russes.
- Inondations catastrophiques au Pakistan ; en cause, la crue exceptionnelle de l'Indus dans tout le pays et causant la mort de milliers de sinistrés.
- 5 août : deux éboulements dans une mine d'or et de cuivre au Chili causent l'emmurement accidentel de 33 mineurs à 700 mètres de profondeur. En attendant leur sauvetage, prévu en novembre, les mineurs communiquent via deux petits conduits avec le monde extérieur[14].
- 7 août : plus de 1 117[15] personnes meurent dans les glissements de terrain du Gansu, dans le nord-ouest de la Chine.
- 23 août (Philippines) : Le monde suit en direct le dénouement tragique d'une prise d'otages dans un bus en plein cœur de Manille. 7 touristes de Hong Kong sont tués, ainsi que le preneur d'otages Rolando Mendoza.

### Septembre
- 1er septembre : fin de la guerre d'Irak après un conflit de sept ans.
- 5 septembre : cessez-le-feu annoncé par l'ETA.
- 28 août au 19 septembre : tour d'Espagne cycliste remporté par l'italien Vincenzo Nibali.
- 29 septembre : découverte de Gliese 581 g, exoplanète la plus susceptible d'abriter des formes de vie.
- 30 septembre : une tentative de coup d'État en Équateur est réprimée par le gouvernement de Rafael Correa.

### Octobre
- La France subit des grèves contre une réforme des retraites.
- 3 octobre : premier tour des élections présidentielle et législatives au Brésil.
- 6 octobre : « marée rouge » en Hongrie. La rupture d'un réservoir de produits chimiques d'une usine de bauxite-aluminium dans la ville d'Ajka conduit à la plus importante catastrophe écologique du pays[16].
- 8 octobre : Liu Xiaobo reçoit le prix Nobel de la paix 2010.
- 25 octobre : un séisme d'une magnitude de 7,7 accompagné d'un tsunami  et l'éruption volcanique du volcan Merapi touchent l'Indonésie. Le tsunami cause la mort de plus de 154 personnes[17].
- 31 octobre :
  - Clôture de l'Exposition universelle de 2010 de Shanghai en Chine.
  - Élection présidentielle en Côte d'Ivoire
  - Attentat de Bagdad le 31 octobre 2010 : un commando terroriste islamiste attaque la cathédrale syriaque catholique de Notre-Dame-du-Perpétuel-Secours (Sayidat al-Najat) à Bagdad faisant plus de 50 morts[18],[19].

### Novembre
- 1er novembre : début du sixième recensement chinois.
- 2 novembre : élections de la Chambre des représentants des États-Unis et renouvellement d'un tiers du Sénat des États-Unis.
- 9 novembre : nouvelle série d'attaques de terroristes islamistes contre la communauté chrétienne de Bagdad faisant 6 morts et 33 blessés[20].
- 16 novembre (France) : Inscription du Repas gastronomique des Français au patrimoine de l'Unesco.
- 28 novembre : début des révélations de télégrammes de la diplomatie américaine par WikiLeaks.

### Décembre
- Bélarus : élection présidentielle. Alexandre Loukachenko est candidat à sa propre succession.
- 4 décembre (France et Limousin) : ouverture complète du nouveau musée de l'Évêché à Limoges qui devient le Musée des beaux-arts de Limoges, palais de l'Évêché.
- 12 décembre : Kosovo : élections parlementaires nationales.

### Dates à préciser
- Espace : survol lointain du Centaure Crantor (83982) 2002 GO9 par la sonde spatiale New Horizons.
- Maroc : mise en service du tramway de Rabat-Salé.

## Distinctions internationales

### Prix Nobel
Les lauréats du Prix Nobel en 2010 sont :
- Prix Nobel de chimie : Richard Heck, Ei-ichi Negishi et Akira Suzuki pour les avancées dans la synthèse organique (liaison des atomes de carbone pour former des molécules plus complexes).
- Prix Nobel de littérature : Mario Vargas Llosa[21].
- Prix Nobel de la paix : Liu Xiaobo[22].
- Prix Nobel de physiologie ou médecine : Robert Edwards pour le développement de la fécondation in vitro.
- Prix Nobel de physique : Andre Geim et Konstantin Novoselov pour la découverte du graphène.
- « Prix Nobel » d'économie : Peter Diamond, Dale Mortensen et Christopher Pissarides pour leurs travaux sur le marché du travail[23].

### Autres prix
- Médaille Fields (mathématiques) : Elon Lindenstrauss, Ngô Bảo Châu, Stanislav Smirnov, Cédric Villani.
- Prix Pritzker (architecture) : Kazuyo Sejima et Ryūe Nishizawa.

## Décès en 2010

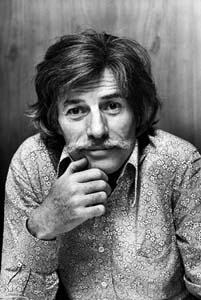
Jean Ferrat.

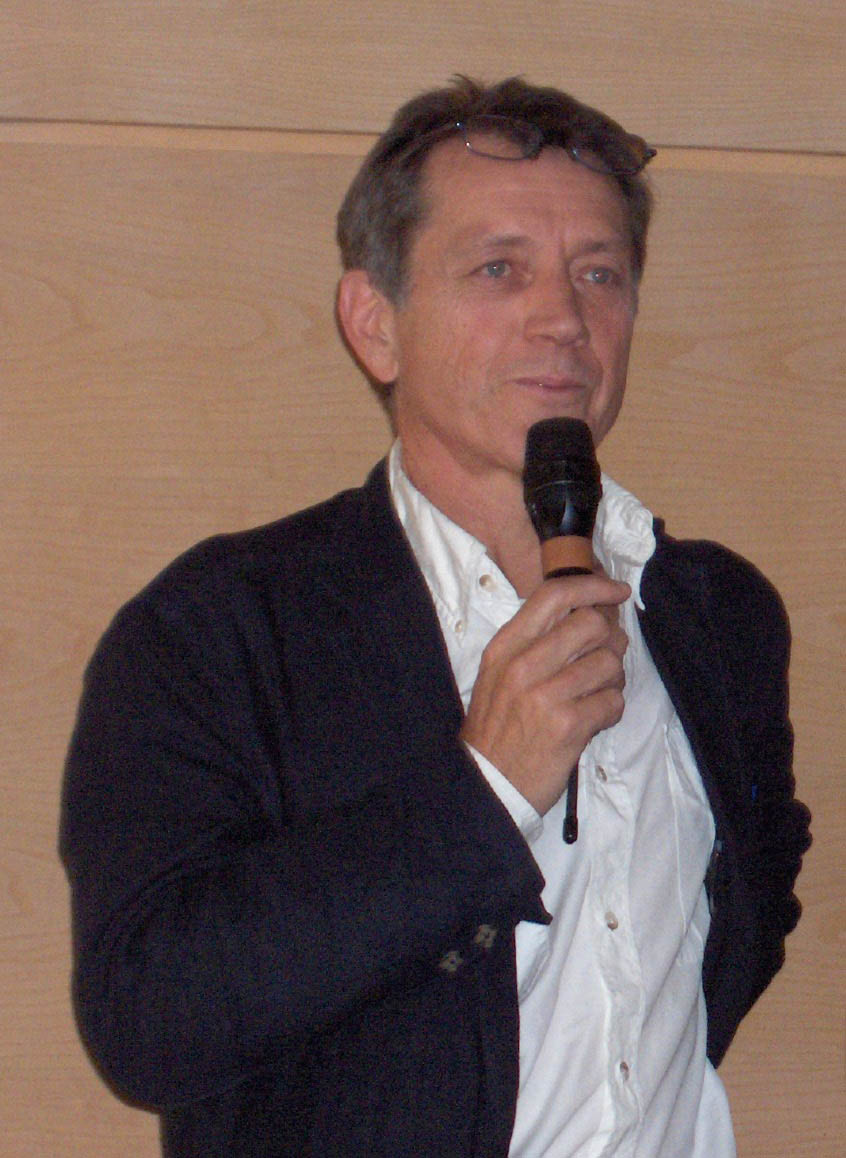
Bernard Giraudeau.

Personnalités majeures décédées en 2010
- 7 janvier : Philippe Séguin (homme politique français)
- 11 janvier : Éric Rohmer (cinéaste français)
- 6 mars : Roger Gicquel (journaliste français)
- 13 mars : Jean Ferrat (chanteur français)
- 31 mai : Louise Bourgeois (sculptrice et plasticienne française)

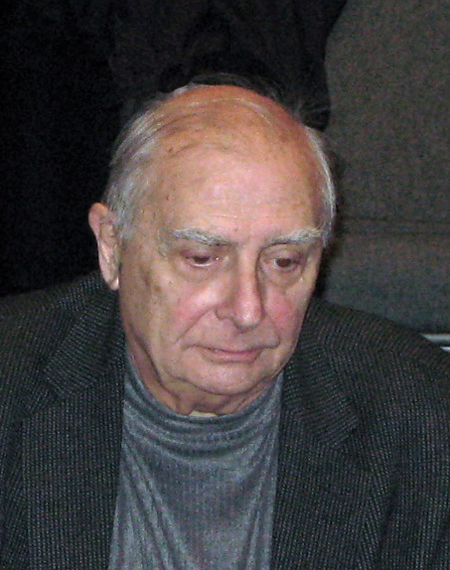
Claude Chabrol.

- 18 juin : Marcel Bigeard (militaire et homme politique français)
- 17 juillet : Bernard Giraudeau (acteur français)
- 7 août : Bruno Cremer (acteur français)
- 31 août : Laurent Fignon (cycliste français)
- 12 septembre : Claude Chabrol (cinéaste français)
- 29 septembre : Georges Charpak (physicien français)
- 29 septembre : Tony Curtis (acteur américain)
- 5 octobre : Bernard Clavel (écrivain français)
- 15 décembre : Blake Edwards (cinéaste américain)